# Rimuloplia alluaudi
Rimuloplia alluaudi är en skalbaggsart som beskrevs av Marc Lacroix 1997. Rimuloplia alluaudi ingår i släktet Rimuloplia och familjen Melolonthidae. Inga underarter finns listade i Catalogue of Life.